# Entelgines
Les entelegines (Entelegynae) són un subgrup de aranyes araneomorfes, el més gran dels dos grups principals en els que tradicionalment es van dividir les aranyes. Les femelles tenen una placa externa fortament quitinitzada (epigí), i un "flux a través de" sistema de fertilització; els mascles tenen l'òrgan copulador al tars del pedipalp. Els estudis filogenètics moleculars han donat suport la monofília de les aranyes entelegines; mentre, l'altre subgrup tradicional, les haplogines, no són monofilètics. El clade conté tant aranyes cribel·lades com acribel·lades.

## Caracterització
Les entelegines és caracteritzen principalment per la naturalesa del sistema genital de les femelles. El sistema ancestral (plesiomòrfic) es troba en aranyes que no són entelegines, on hi ha una única obertura genital externa a l'abdomen femení. Un o més mascles injecten esperma del seu palp copulador en aquesta obertura; l'esperma queda normalment emmagatzemat en una espermateca especial (absent en algunes aranyes, p. ex. Pholcus). Quan els ous són alliberats dels ovaris, l'esperma també és alliberat i la fertilització dels ous succeeix fora del cos de la femella per la mateixa obertura. L'esperma que entra primer probablement pot ser l'últim a fertilitzar els ous.
En les aranyes entelegines, hi ha tres obertures externes en el cos de la femella. L'esperma és injectat via un o altre de les dues obertures i entra dins l'espermateca. L'alliberament de l'ou i la fertilització esdevé de la mateixa manera tan en les espermateca com en les que no són entelegines. En aquest sistema de "flux", l'esperma que entra primer pot ser el primer a fertilitzar els ous.

## Filogènia
L'any 2016, un gran estudi filogenètic molecular va ser publicat en línia; estava fet sobre 932 espècies d'aranyes, representant a totes les famílies més conegudes. Els resultats van donar suport al monofiletisme de les entelegines, però va presentar una fotografia una mica complexa de la seva posició dins les Araneomorphae. Les aranyes araneomorfes van ser dividides en dos clades: un que comprenia les famílies filistàtids (Filistatidae) i hipoquílids (Hypochilidae) més la clade Synspermiata; l'altre, compren tres famílies no monofilètiques (austroquílids (Austrochilidae), gradungúlids (Gradungulidae) i leptonètids (Leptonetidae)) més els palpimanoïdeus (Palpimanoidea).
|  | Filistatidae + Hypochilidae           |
|  |                                       |
|  | Synspermiata (ecribellate haplogynes) |
|  |                                       |

|  | Palpimanoidea (paraphyletic in molecular analyses)                  |
|  |                                                                     |
|  | \| \| Leptonetidae (part) \| \| \| \| \| \| Entelegynae \| \| \| \| |
|  |                                                                     |
|  | Leptonetidae (part)                                                 |
|  |                                                                     |
|  | Entelegynae                                                         |
|  |                                                                     |

|  | Leptonetidae (part) |
|  |                     |
|  | Entelegynae         |
|  |                     |

|  | Palpimanoidea (paraphyletic in molecular analyses)                  |
|  |                                                                     |
|  | \| \| Leptonetidae (part) \| \| \| \| \| \| Entelegynae \| \| \| \| |
|  |                                                                     |
|  | Leptonetidae (part)                                                 |
|  |                                                                     |
|  | Entelegynae                                                         |
|  |                                                                     |

|  | Leptonetidae (part) |
|  |                     |
|  | Entelegynae         |
|  |                     |

|  | Filistatidae + Hypochilidae           |
|  |                                       |
|  | Synspermiata (ecribellate haplogynes) |
|  |                                       |

|  | Palpimanoidea (paraphyletic in molecular analyses)                  |
|  |                                                                     |
|  | \| \| Leptonetidae (part) \| \| \| \| \| \| Entelegynae \| \| \| \| |
|  |                                                                     |
|  | Leptonetidae (part)                                                 |
|  |                                                                     |
|  | Entelegynae                                                         |
|  |                                                                     |

|  | Leptonetidae (part) |
|  |                     |
|  | Entelegynae         |
|  |                     |

|  | Palpimanoidea (paraphyletic in molecular analyses)                  |
|  |                                                                     |
|  | \| \| Leptonetidae (part) \| \| \| \| \| \| Entelegynae \| \| \| \| |
|  |                                                                     |
|  | Leptonetidae (part)                                                 |
|  |                                                                     |
|  | Entelegynae                                                         |
|  |                                                                     |

|  | Leptonetidae (part) |
|  |                     |
|  | Entelegynae         |
|  |                     |

La major part dels membres de les haplogines es col·loquen dins el Synspermiata. Filistatidae es col·loca fora de Synspermiata; Leptonetidae, que no és monofilètic, és col·loca en la base de les entelegines.

## Famílies
El cladograma de Wheeler et al. (2017) inclou les següents famílies d'aranyes entelegines. La diferència principal d'anterior propostes, com la de Coddington de 2005, és que els palpimanoïdeus (Palpimanoidea) estan exclosos. Alguns grups dins de famílies entelegines s'han revertit cap a un estat com les haplogines: el gèneres Comaroma, Tangaroa i Waitkera, i alguns membres de la família dels tetragnàtids (Tetragnathidae).
- Agelenidae
- Amaurobiidae
- Ammoxenidae
- Anapidae
- Anyphaenidae
- Araneidae
- Arkyidae
- Cithaeronidae
- Clubionidae
- Corinnidae
- Ctenidae
- Cyatholipidae
- Cybaeidae
- Cycloctenidae
- Deinopidae
- Desidae
- Dictynidae
- Eresidae
- Eutichuridae
- Gallieniellidae
- Gnaphosidae
- Hahniidae
- Hersiliidae
- Homalonychidae
- Lamponidae
- Linyphiidae
- Liocranidae
- Lycosidae
- Malkaridae
- Megadictynidae
- Mimetidae
- Miturgidae
- Mysmenidae
- Nesticidae
- Nicodamidae
- Oecobiidae
- Oxyopidae
- Penestomidae
- Philodromidae
- Phrurolithidae
- Physoglenidae
- Phyxelididae
- Pimoidae
- Pisauridae
- Prodidomidae
- Psechridae
- Salticidae
- Selenopidae
- Senoculidae
- Sparassidae
- Stiphidiidae
- Symphytognathidae
- Synotaxidae
- Tetragnathidae
- Theridiidae
- Theridiosomatidae
- Thomisidae
- Titanoecidae
- Toxopidae
- Trachelidae
- Trechaleidae
- Trochanteriidae
- Udubidae
- Uloboridae
- Viridasiidae
- Xenoctenidae
- Zodariidae
- Zoropsidae

Cap representant de la família dels sinàfrids (Synaphridae) va ser inclòs en l'anàlisi del 2017, però les anàlisis anteriors el van col·locar dins les entelegines.